# Мстислав Великий
Мстисла́в I Володи́мирович, в історіографії відомий також як Мстислав Великий (у хрещенні — Федір; у західних джерелах відомий під іменем Гаральд; 1 червня 1076 — 14 квітня 1132) — давньоруський князь із династії Рюриковичів. Великий князь Київський (1125-1132), князь Новгородський. Найстарший син Володимира II Мономаха та його першої дружини Гіти (дочки англійського короля Гарольда II Годвінсона), останній князь, що утримував єдність Київської держави. Засновник кам'яної церкви святого Федора в Києві (1129). Святий православної церкви. За його правління створене Мстиславове Євангеліє.
За ініціативи князя, який почав висувати Новгород на Волхові на провіду роль поряд з Києвом у час початку становлення Руської держави, відредагували (фальсифікували) певні епізоди «Повісті временних літ».

## Життєпис
За життя батька посідав новгородський (1088-1094, 1096-1117) і ростовський (1094-1095) княжі столи, пізніше співправив з батьком у Києві. 
У 1096 році розбив війська чернігівського князя Олега Святославича та примусив його взяти участь у Любецькому з'їзді 1097, де було укладено угоду про припинення земельних чвар і проголошений принцип успадкування князями земель своїх батьків.
Брав чільну участь в організованих Володимиром Мономахом воєнних походах на половців у 1093, 1107 і 1111. Здійснив два успішні походи на естів у 1113 і 1116. У 1102, коли київський князь Святополк Ізяславич захотів замінити Мстислава в Новгороді своїм сином, новгородці відповіли йому: «якщо у твого сина дві голови, то пришли його до нас.»
У 1117 переведений батьком з Новгорода в Білгород-Київський, ближче до Києва. Місце Мстислава в Новгороді зайняв його старший син Всеволод. Після смерті батька в 1125 посів київський стіл і продовжував зміцнювати престиж великого князя київського та обороняти державу від ворогів.
У 1128-1130 на чолі союзу руських князів здійснив низку походів в Полоцьке князівство, здолав місцевих князів, що прагнули відособитися від Києва, полонив їх, відіслав до Константинополя, а в Полоцьку посадив свого сина Ізяслава Мстиславича.
У 1130 успішно воював з литовцями. Розгромив половців і загнав їх за Волгу. Про величезний міжнародний престиж Київської держави за його правління свідчать численні династичні зв'язки київського князя із західноєвропейськими королівськими дворами.
Помер 14 квітня 1132 (за іншими даними 15 квітня 1133), передавши великокняжий престол братові Ярополку. Похований у церкві збудованого ним Федорівського монастиря у Києві.
У XIV ст. Руська церква зарахувала його до лику святих.
Після смерті Мстислава-Гаральда Київська держава остаточно розпалася на окремі політично незалежні князівства.
У Василя Татищева є життєво-побутові подробиці з життя Мстислава: «…Якось увечері він бесідував із дружиною своєю і веселився. Тоді один із євнухів його, підійшовши до нього, тихо сказав: „Княже! Ти ось, ходячи, землі чужі воюєш і неприятелів усюди перемагаєш. Коли ж ти вдома, то або в суді, або над справами землі своєї трудишся, а іноді з приятелями твоїми, веселячись, проводиш час, а не відаєш, що у княгині твоєї діється. Прохор бо Васильович часто з княгинею наодинці буває. Якщо нині ти підеш, то можеш сам побачити, що я правду тобі кажу“. Мстислав, вислухавши, усміхнувся і сказав: „Рабе! А чи не пам'ятаєш ти, як княгиня Христина вельми мене любила і ми жили в цілковитій злагоді? І хоч я тоді, як молода людина, не скупо чужих жінок навідував, але вона, знаючи це, зовсім не ображалась і тих жінок приязно приймала, показуючи їм, ніби нічого не знала, і через те найбільше мене до її любові і пошани зобов'язувала. Нині ж я зістарівся, а багато трудів і клопотів про землю мені вже про це думати не дозволяють. А княгиня, як людина молода, хоче веселитися і може при цьому вчинити щось і непристойне. Мені це устерегти уже немає змоги, але досить того, коли про це ніхто не знає і не говорять. Тому й тобі краще мовчати, якщо не хочеш нерозумним бути. І надалі нікому про це не говори, щоб княгиня не довідалась і тебе не погубила“. І хоча Мстислав тоді нічого супротивного не виказав і обернув у безумство євнухове зухвальство, але через деякий час тіуна Прохора звелів судити за те, що ніби він у судах не по закону діяв і людей грабував. За це заслали його в Полоцьк, де він незабаром у порубі помер.» У цій новелі йдеться про другу дружину Мстислава Володимировича, дочку новгородського посадника Дмитра Завидовича (1122 р.), за Татіщевим, (Любаву).

## Канонізація
Канонізований як святий Православною Церквою не пізніше XIII століття. Згадування пам’яті святого благовірного князя міститься в давньоруських богослужбових Прологах під 15 квітня за старим стилем, а також у богослужбових Прологах інших помісних Православних Церков, зокрема Сербської і Болгарської. 21 серпня 2020 року ПЦУ відновила вшанування Мстислава, як святого благовірного князя та встановила день пам’яті 15 квітня із внесенням в місяцеслов.

## Родина
1 Дружина (з 1095) — Христина Шведська (? —1122) — дочка шведського короля Інге I
Діти:
- Всеволод-Гавриїл — князь новгородський;
- Інгеборга Київська, від 1130 року дружина данського принца Кнута II Лаварда;
- Мальмфрида Київська, дружина норвезького короля Сігурда Хрестоносця;
- Рогнеда, від 1112 року дружина князя Ярослава Святополковича;
- Марія, дружина князя Всеволода Ольговича;
- Ізяслав-Пантелеймон — великий князь київський (1146—1149, 1150, 1151—1154), родоначальник династії волинських князів Ізяславичів;
- Святополк-Іван — князь новгородський, волинський, луцький та ін.;
- Ірина-Добронега — від 1122 року дружина Андроніка Комніна;
- Ксенія — дружина ізяславського князя Брячислава Давидовича;
- Ростислав-Михайло — великий князь київський, князь смоленський.

2 Дружина — Любава, дочка новгородського посадника Дмитра Завидича, яка пережила чоловіка.
Діти:
- Єфросинія — дружина угорського короля Гези II;
- Євпраксія — дружина візантійського царевича Олексія Комніна;
- Володимир-Дмитро — великий князь київський, князь дорогобузький та ін.;
- Ярополк Мстиславич — князь пороський;
- Дюранса — княгиня Оломоуцька, дружина Отто III.

## Вшанування пам'яті

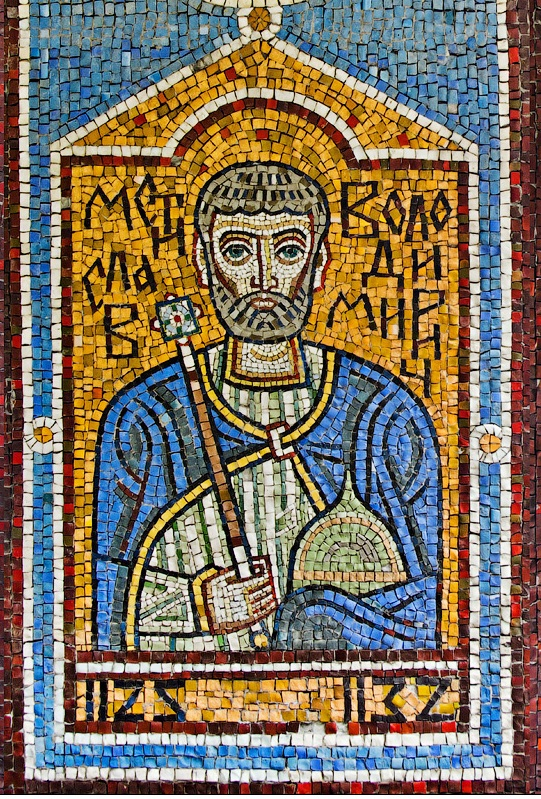
Мозаїка на станції київського метро «Золоті ворота»

У місті Ізюм Харківської області вулицю Краснокутського перейменували на вулицю Мстислава Великого.
У місті Нікополь вулицю Багратіона перейменували на вулицю Князя Мстислава Великого.
У місті Кривий Ріг вулицю Цвєтаєвої перейменують на вулицю Мстислава Великого.
У місті Первомайськ Миколаївської області вулицю Олександра Карпінського перейменували на вулицю Мстислава Великого.
У місті Кам'янське провулок Таращанський перейменували на провулок Мстислава Великого.